# Remote Access Service
Remote Access Service (Em português: Serviço de Acesso Remoto). Nos sistemas que utilizam o Windows NT e 2000, o software do RAS permite ao usuário obter acesso remoto ao outros computadores da rede.